# Feira Experimental de Música de Nova Jerusalém
Feira Experimental de Música de Nova Jerusalém, ou simplesmente Feira Experimental de Música, foi um festival de música que aconteceu em 11 de novembro de 1972, no teatro de Nova Jerusalém, distrito de Fazenda Nova, município de Brejo da Madre de Deus-PE, que é considerado o Woodstock brasileiro.
Segundo os organizadores, o festival tinha o objetivo de mostrar o trabalho de vários conjuntos musicais fora do âmbito comercial que despontavam em Recife e outras cidades do Nordeste. Com entrada franca, a produção tinha o intuito terminantemente categórico da abertura de um espaço para o pessoal que fazia música alternativa, fora do circuito comercial.